# Opistophthalmus penrithorum
Opistophthalmus penrithorum ist ein in Namibia endemisch vorkommender Skorpion aus der Familie Scorpionidae.

## Merkmale
Opistophthalmus penrithorum ist ein kleiner bis mittelgroßer Skorpion von etwa 65 Millimetern Länge. Er hat eine dunkel gelbbraune Farbe in verschiedenen Tönen. Die Beine und das erste bis sechste Sternit sind gelborange, die Kammorgane und das Genitaloperkulum leuchtend gelb.
Das mediane Ocellenpaar befindet sich deutlich hinter der Mitte des Carapax, die Länge des Carapax beträgt etwa das 1,75 bis 1,80fache des Abstands der Ocellen zum Vorderrand. Die medianen Ocellen sind groß, ihr Abstand zueinander beträgt nur etwa einen Durchmesser. Das Sternum ist annähernd fünfeckig und ebenso lang wie breit. Die Kammorgane haben bei männlichen Skorpionen 18 bis 22 und bei weiblichen 12 bis 16 Zähne. Das Verhältnis der Längen der beweglichen Finger der Chelae zur Länge der Handrücken beträgt etwa 1,60 zu 1.
Die Oberfläche des Carapax und der Tergite ist bei männlichen Skorpionen fein gekörnt, der Bereich um die medianen Ocellen hingegen glatt und glänzend. Das siebte Tergit hat leicht gekörnte seitliche Oberflächen. Carapax und Tergite haben bei weiblichen Skorpionen eine glatte und glänzende Oberfläche. Das dritte und vierte Segment des Metasomas hat keine Kiele und das Telson ist ventral nicht granuliert. Die Ober- und Außenseiten der Chelae und der Tibiae sowie die Oberseiten der Femora der Pedipalpen sind glatt und glänzend bis leicht netzartig strukturiert, mit nur wenigen verstreuten Granulen. Die Innenseiten dieser Glieder tragen ebenfalls verstreute Granulen. Die übrigen Oberflächen des Exoskeletts sind glatt und glänzend.
Männliche Exemplare von Opistophthalmus penrithorum haben eine insgesamt schlankere Erscheinung als die weiblichen und sind insgesamt heller gefärbt. Ihr Carapax ist schmaler, und während bei ihnen das Metasoma etwa 25 Prozent länger ist als Carapax und Mesosoma, ist die Länge bei weiblichen Skorpionen etwa gleich. Die Kammorgane haben bei männlichen Skorpionen 18 bis 22 und bei weiblichen 12 bis 16 Zähne. Die Pedipalpen männlicher Tiere sind stärker behaart.
Opistophthalmus penrithorum ist nahe mit Opistophthalmus flavescens verwandt, kann aber von diesem und den anderen Arten der Gattung Opistophthalmus durch die Lage der medianen Ocellen, die fehlenden Kiele auf dem dritten und vierten metasomalen Segment und die glatte Oberfläche der Unterseite des Telsons unterschieden werden.

## Verbreitung und Lebensraum
Die Terra typica von Opistophthalmus penrithorum befindet sich am Trockenfluss Ururas bei Rooibank, dem früheren Scheppmansdorf, in der namibischen Region Erongo. Das Verbreitungsgebiet umfasst die Kiesebenen der Region Erongo.

## Lebensweise
Alle aufgefundenen Exemplare von Opistophthalmus penrithorum wurden in flachen ausgescharrten Hohlräumen unter großen Steinen entdeckt. An den Fundorten war der Boden hart. Es wird angenommen, dass die Art nachtaktiv ist.

## Systematik

### Erstbeschreibung
Die Erstbeschreibung von Opistophthalmus penrithorum erfolgte 1979 durch den südafrikanischen Arachnologen Bruno H. Lamoral in einer umfangreichen Monografie der Skorpione Namibias, veröffentlicht in den Annals of the Natal Museum (heute African Invertebrates).

### Typmaterial
Das Typmaterial besteht aus einem adulten weiblichen Holotypus und zwei subadulten weiblichen sowie vier adulten und zwei subadulten männlichen Paratypen. Der Holotypus und zwei adulte männliche und jeweils ein subadulter männlicher und weiblicher Paratypus befinden sich in der Sammlung des KwaZulu-Natal Museums in Pietermaritzburg. Zwei adulte männliche Paratypen sind in der Sammlung des Ditsong National Museum of Natural History in Pretoria, jeweils ein subadulter männlicher und weiblicher Paratypus ist im Namibischen Nationalmuseum in Windhoek deponiert.

### Etymologie
Der Artname penrithorum ehrt die südafrikanischen Zoologen Mary-Lou Penrith von der Universität Pretoria und Mike Penrith von den National Zoological Gardens in Pretoria.